# Projeto de Lei 3081 de 2022
O Projeto de Lei 3081, de 2022 é um projeto de lei protocolado em 22 de dezembro de 2022 pelo deputado federal Tiago Mitraud, do Partido Novo, que visa 'desregulamentar' 106 profissões que são atualmente controladas por instituições governamentais e associações profissionais. A proposta tem gerado uma vasta polêmica quanto a pertinência da ideia e os riscos de segurança pública que decorreriam de sua hipotética aprovação.

## Profissões inclusas na proposta de desregulamentação
- Aeronauta
- Agenciador de Propaganda
- Agrimensor
- Árbitro de futebol
- Arqueólogo
- Arquiteto
- Arquivista
- Artesão
- Artista
- Assistente Social
- Atividades pesqueiras
- Ator
- Atuário
- Barbeiro
- Bibliotecário
- Biólogo
- Bombeiro Civil
- Cabeleireiro
- Cenógrafo
- Cenotécnico
- Comerciário
- Conselho regional de Economistas Domésticos
- Contador
- Contrarregra
- Corretor de imóveis
- Corretor de moda
- Corretor de seguros
- Cosmetólogo
- Depilador
- Designer de interiores e ambientes
- Desobriga aprovação no exame da ordem para ser Advogado
- Desobriga que seja um vigilante o contratado para os serviços de vigilância e de transporte de valores
- Detetive particular
- Diretor de teatro
- Economista
- Economista Doméstico
- Engenheiro
- Engenheiro florestal
- Engenheiro agrônomo
- Enólogo e técnico em Enologia
- Especialização de engenheiros e Arquitetos em Engenharia de segurança do trabalho
- Estatístico
- Esteticista
- Físico
- Fisioterapeuta
- Fonoaudiólogo
- Garimpeiro
- Geógrafo
- Geólogo
- Guardador e lavador autônomo de veículos automotores
- Guarda-livros
- Guia de turismo
- Instrutor de trânsito
- Jornalista
- Leiloeiro Rural
- Mãe social
- Manicure
- Maquiador
- Massagista
- Meteorologista
- Motoboy
- Motorista
- Mototaxista
- Museólogo
- Músico
- Nutricionista
- Oceanógrafo
- Orientador educacional
- Peão de Rodeio
- Pedicure
- Professor de Arte Dramática
- Profissão de técnico de Segurança do trabalho
- Profissional de educação física
- Profissional de Relações Públicas
- Propagandista
- Psicólogo
- Psicomotorista
- Publicitário
- Químico
- Radialista
- Repentista
- Representantes comerciais autônomos
- Secretário
- Sociólogo
- Sommelier
- Sonoplasta
- Taxistas
- Técnico de Administração Técnico de Arquivo
- Técnico em Biblioteconomia
- Técnico em Espectáculo de Diversões
- Técnico em Prótese Dentária
- Técnico em Radiologia
- Técnico em Saúde bucal
- Técnico Industrial de nível médio
- Terapeuta ocupacional
- Tradutor e intérprete da língua brasileira de sinais
- Treinador de Futebol
- Turismólogo
- Vaqueiro
- Vendedor de Produtos Farmacêuticos
- Vendedores
- Veterinário
- Viajantes ou Pracistas